# Rennenberg (Adelsgeschlecht)

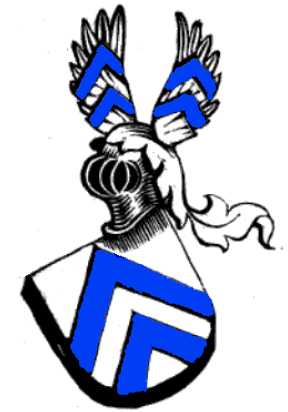
Wappen derer von Rennenberg

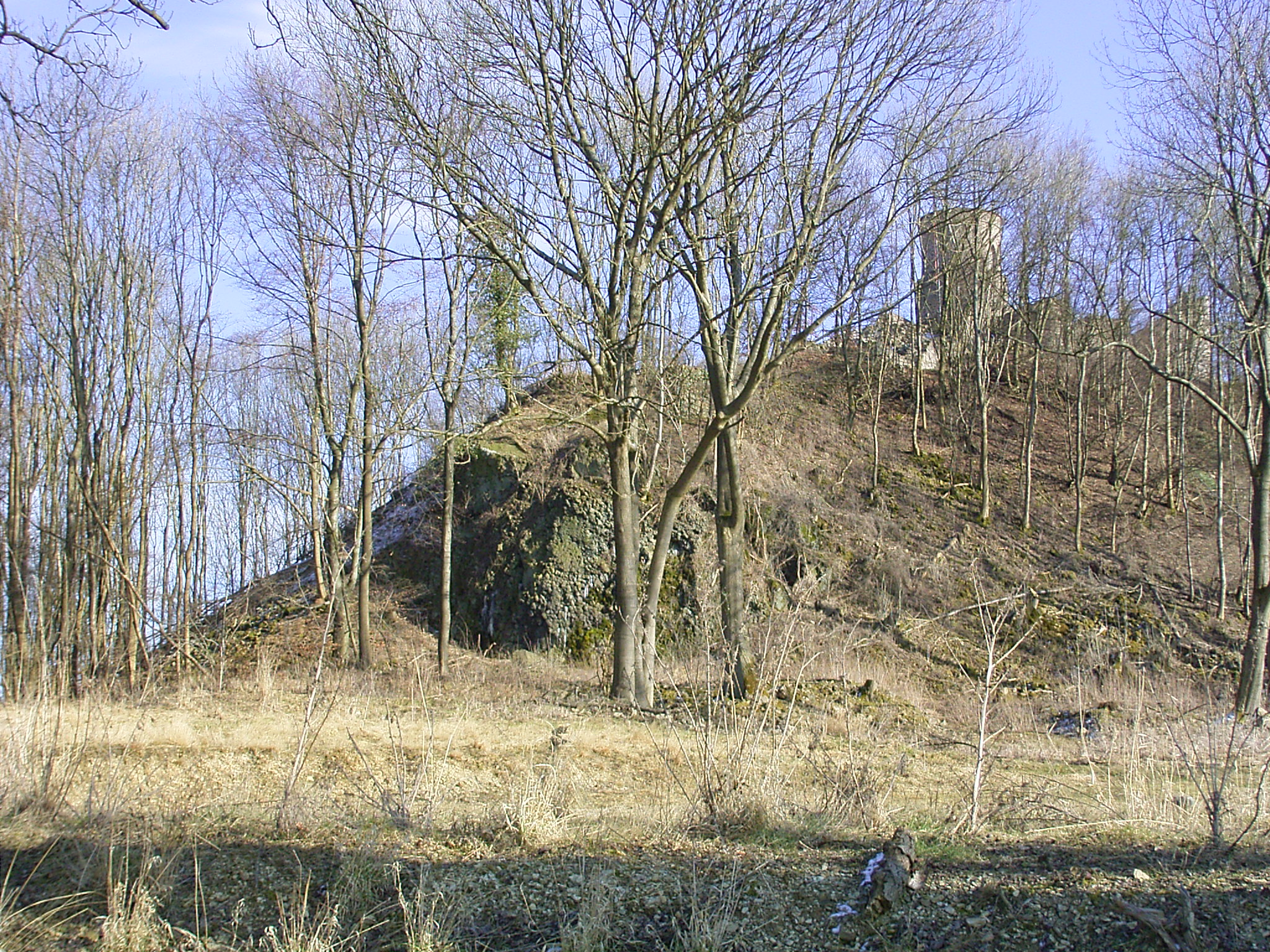
Ruine der Burg Rennenberg

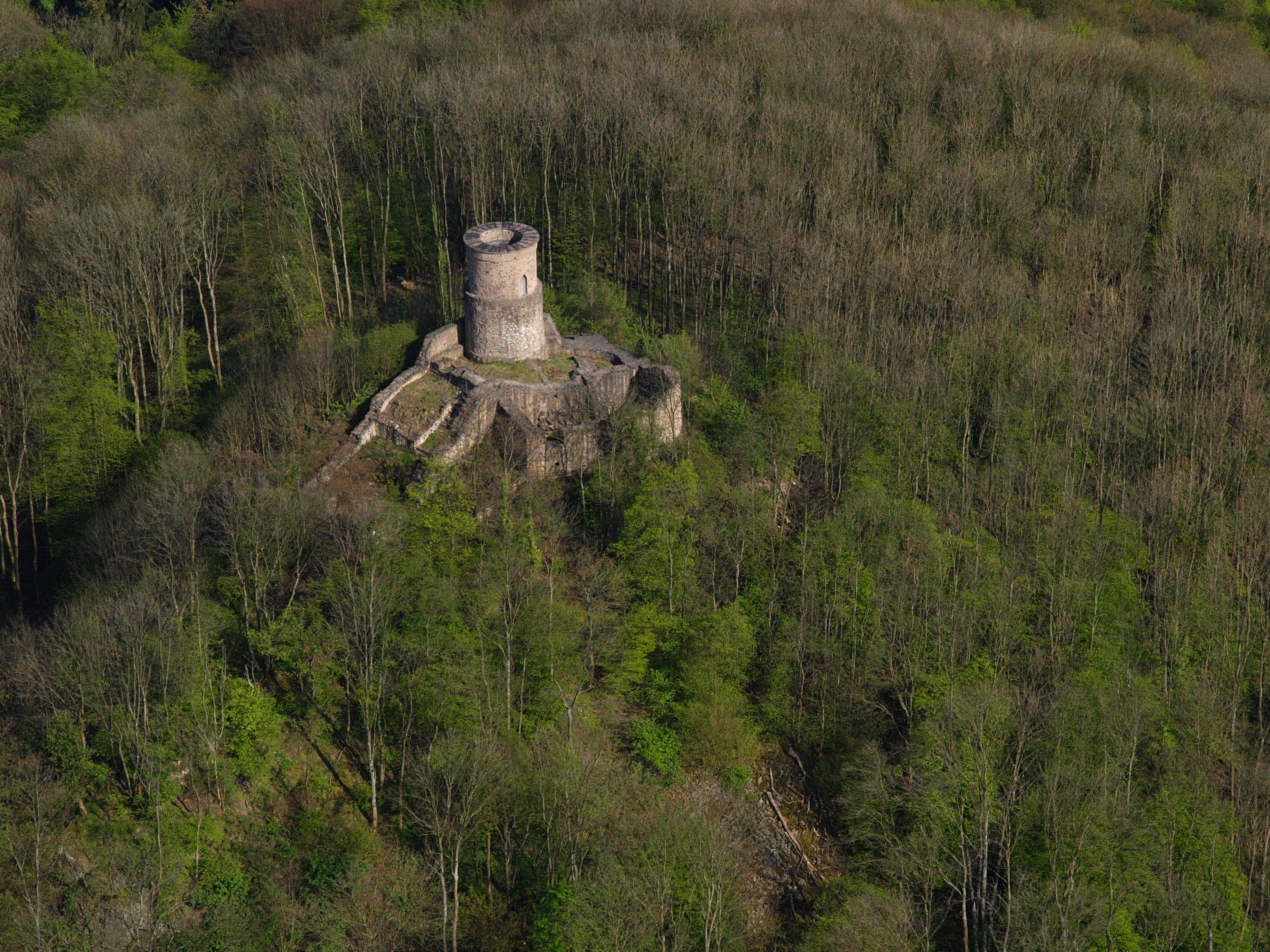
Luftaufnahme Burg Rennenberg bei Linz

Die Herren von Rennenberg (seltener Renneberg, Reninberg und Renemberk) waren ein Adelsgeschlecht vom Mittelrhein und Reichsritter. Sie besaßen die Stammburg Burg Rennenberg, die erstmals Mitte des 13. Jahrhunderts urkundlich erwähnt wurde und zum Besitz der Grafen von Sayn gehörte, aber abgabenfrei war. Sie liegt oberhalb der Stadt Linz am Rhein in deren Stadtgebiet.

## Namensträger
Zu dem Geschlecht der von Rennenberg gehörten:
- Konrad von Rennenberg, Sohn von Graf Heinrich von Hückeswagen, Erwähnung in einer Urkunde aus dem Jahr 1217 (Verzicht auf Zehntrechte zugunsten der Grafen von Nassau)
- Gerda (oder Gunda) von Rennenberg, Schwester von Konrad, erste Äbtissin derer von Rennenberg im Stift Gerresheim (1214–1232 – nach anderen Quellen 1217–1238)
- Gerhard von Rennenberg, Sohn von Konrad, Erwähnung in einer Urkunde aus dem Jahr 1214 (Einweihung der Kirche in Linz am Rhein)
- Mathilde von Rennenberg, sollte auf Wunsch des Kölner Erzbischofs Fürstliche Äbtissin im Stift Essen werden, wurde aber 1245 vom Papst nicht anerkannt
- Gerhard von Rennerberg, Domherr zu Köln, er besiegelte 1270 eine Pachturkunde des Klosters St. Katharinen
- Rorich von Rennerberg, er besiegelte ebenfalls 1270 die Pachturkunde des Klosters St. Katharinen
- Henrich von Rennenbergh, Edelknecht, bezeugte 1297 den Verkauf der Vogteirechte der Stadt Mayen und dem Dorf Kürrenberg an Erzbischof Boemund von Trier
- Ernst von Rennenberg, Chorbischof und Domdechant in Köln (erwähnt 1306)
- Hermann von Rennenberg
- Rorich von Rennenberg, Sohn von Hermann, erhält 1363 von Papst Urban V. die Erlaubnis, dass er für bis zu zwei Jahre eine Pfarrstelle in Linz am Rhein nicht halten braucht, um sich in dieser Zeit zum Priester weihen zu lassen. Von 1366 bis 1380 Domherr zu Köln
- Katharina von Rennenberg, 1390–1412 (oder 1413) Äbtissin im Stift Gerresheim
- Konrad von Rennenberg, Domdechanant zu Köln, verstorben 1357
- Bruno von Rennenberg, Wahlabt im Kloster Werden von 1387 bis 1398
- Amalie von Rennenberg, 1525–1554 Äbtissin im Stift Gerresheim
- angeheiratet war Georg von Lalaing (1536–1581), Baron/Graf de Ville, Graf von Hoogstraten, Rennenberg und Salm
- Wilhelm II von Rennenberg (* 1470; † 18. Juli 1545 in Zuylen bei Utrecht, Niederlande)
- Aurelia und Cornelia von Rennenberg, Töchter von Wilhelm, Stiftsdamen im Stift Gerresheim

Mit Hermann von Rennenberg († 23. Februar 1585 ?), Domherr und Pfarrer von Kaldenkirchen, sterben die von Rennenberg in der männlichen Linie aus. Hermann setzte seine Schwester Anna von Rennenberg (* ca. 1521), die mit Philip de Lalaing (1510–1555), Graf von Hoogstraten, verheiratet war, zur Erbin ein. Die Grafen Lalaing-Hoogstraten behalten den Namen von Rennenberg zusätzlich im Namen.
Über diese Linie gelangte der Name durch eine Ehe im 17. Jahrhundert in das Salm-Kyrburger Geschlecht. Dort erhielt ein unehelicher, natürlicher Sohn Friedrichs III. zu Salm-Kyrburg, Friedrich Peter Felix Zephyrin (* 23. Januar 1781), durch Legitimierung vom 16. September 1788 den Titel Graf von Renneberg.
Aus der morganatischen Ehe des letzten Fürsten zu Salm-Kyrburg, Friedrich VI., mit Louisa Marie Mathilde Marguerita Cornelia Irmin Le Grand (* 6. Dezember 1864 in Gent; † 22. Februar 1949 in Linz am Rhein) gingen schließlich die Freiherren von Rennenberg hervor. Das entsprechende preußische Adelspatent unterzeichnete Wilhelm II. am 1. März 1917 in seiner Eigenschaft als König von Preußen.

## Besitz
Zum Landbesitz gehörte das Gebiet der heutigen Ortsgemeinde Vettelschoß. Wilhelm von Rennenberg kam 1526 durch Heirat mit Anna von Nesselrode in den Besitz von Burg Ehrenstein, die er 1572 aber wieder verkaufte. Des Weiteren gehörten zum Besitz der Grafen von Rennenberg das Rittergut Probach an der Sieg.

## Wappen
Das Wappen der Edelherren von Rennenberg zeigt im silbernen Feld zwei blaue Sparren, die auf dem Helm an zwei offenen Adlerflügeln wiederholt sind.